# Hogan’s Alley
Hogan’s Alley – gra komputerowa z gatunku strzelanek dla konsoli NES, stworzona przez Intelligent Systems i wydana przez Nintendo w 1984. Gracz znajduje się w policyjnym ośrodku szkoleniowym, gdzie należy strzelać do pojawiających się w różnych miejscach kartonowych bandytów. Należy unikać trafienia kartonowego policjanta, dziewczyny lub staruszka. Jeśli strzał w złowrogi karton nie ma miejsca w ustalonym czasie, składa się a wokół rozlega alarm. W innym trybie można strzelać do puszek.